# Чистович, Фёдор Яковлевич
Фёдор Я́ковлевич Чисто́вич (1 февраля 1870 года, Санкт-Петербург — 24 октября 1942 года, Новосибирск) — врач-патологоанатом, профессор, ректор Первого Ленинградского медицинского института, Заслуженный деятель науки РСФСР.

## Биография
Родился в семье врача Я. А. Чистовича, брат — Николай Чистович.
Фёдор Яковлевич получил среднее образование в 3-й Санкт-Петербургской гимназии, которую окончил с золотой медалью. Затем изучал медицину в Императорской военно-медицинской академии, где с отличием окончил курс в 1893 году, был награждён премией имени И. Ф. Буша и оставлен при академии на 3 года. Специализацией Чистовича была патологическая анатомия, по которой он в 1895 году защитил диссертацию на доктора медицины.
В 1896 году он был командирован за границу на 2 года для дальнейшего усовершенствования и работал в Фрайбурге, Берлине и Париже (в в Пастеровском институте у Э.Ру и у И. И. Мечникова). В 1899 году, по возвращении в Санкт-Петербург, Фёдор Яковлевич был избран конференцией медицинской академии приват-доцентом патологической анатомии и гистологии.
С 1900 года преподавал общую патологию в училище лекарских помощниц, а также состоял прозектором больницы общины св. Евгении. С 1902 года он был избран прозектором городской Петропавловской больницы. В 1900, 1901, 1902 годах читал студентам пятого курса курс эпизоотологии, а в 1901—1902 годах — также часть курса патологической анатомии.
С 1906 года был ученым секретарем в Обществе русских врачей.
С 1909 по 1921 год Фёдор Яковлевич возглавлял кафедру патологической анатомии медицинского факультета Казанского университета. С 1909 по 1913 годы он избирался председателем Общества врачей при Казанском университете и редактором печатного органа этого общества «Казанский медицинский журнал». В 1928 году на праздновании 50-летия Казанского общества врачей Федор Яковлевич был избран его почетным членом. Под руководством Ф. Я. Чистовича в Казани было выполнено 9 диссертаций, издан ряд книг, в том числе в 1919 году — «Курс патологической анатомии» — первый учебник по этой специальности, написанный в советское время, который выдержал несколько изданий. После Октябрьской революции он был избран деканом медицинского факультета и проректором Казанского университета, принимал активное участие в организации Уральского университета и выезжал туда для чтения лекций.
При этом во время Первой мировой войны в 1914—1917 годы он был командирован на фронт главным врачом санитарного поезда и консультантом по вопросам эпидемиологии, а во время Гражданской войны служил в рядах Красной Армии в должности прозектора.
С 1921 по 1932 и с 1935 по 1937 годы — заведующий кафедрой судебной медицины Первого Ленинградского медицинского института. С 1922 по 1925 годы был ректором этого института.
С 1921 по 1942 год — заведующий кафедрой патологической анатомии Института усовершенствования врачей. В 1924 году Ф. Я. Чистович написал «Практический курс патологической анатомии», позволяющий врачам-патологоанатомам в процессе обучения расширять свои знания в микроскопической диагностике патологических процессов заболеваний человека. В 1925 году по инициативе Федора Яковлевича создано Ленинградское научное общество судебных медиков, и он был единогласно избран его председателем.
В 1923 и 1927 годах Ф. Я. Чистович был в командировках в Германии, во Франции и Великобритании — участвовал в съездах бактериологов, торжествах по поводу 100-летия со дня рождения Луи Пастера в Париже, в съезде немецких патологов в Данциге и для проведения научной работы по бактериологии.
В 1935 году ему присвоено почётное звание Заслуженного деятель науки РСФСР.
К 1941 году на кафедре, руководимой Ф. Я. Чистовичем, была выстроена система специализации и усовершенствования врачей-патологоанатомов, полностью соответствующая задачам здравоохранения того времени.
В Ленинграде жил по адресу: Петроградская набережная, 26/28, квартира 22.
В Великую Отечественную войну он перенёс тяжёлый год в блокадном Ленинграде, эвакуирован больным в июне 1942 года, а 25 ноября 1942 года скончался в Новосибирске.

## Семья
Жена — Вера Александровна Ковалевская-Чистович (1870—1928), дочь видного биолога и эмбриолога А. О. Ковалевского. Одна из первых российских дипломированных женщин-врачей, докторов медицины. Получила высшее медицинское образования в Швейцарии, в Берне, работала в Пастеровском институте у И. И. Мечникова.
Дочь — Ольга Федоровна Чистович (1903—1969). Окончила Первый Ленинградский медицинский институт. Работала врачом-лаборантом в лабораториях Онкологического института, Института экспериментальной медицины и в психиатрической клинике Военно-морской академии. Во время жизни в Казани Ольга Федоровна систематизировала и в 1921 году передала в Казанский университет большую часть научного архива своего деда, Александра Онуфриевича Ковалевского. Эвакуирована из блокадного Ленинграда вместе с отцом — 16 июня 1942 года. Часть личного архива семьи, сохранившегося после Отечественной войны, благодаря ей хранится в Академии наук.

## Научные работы
Некоторые научные труды:
- «О патологоанатомических изменениях головного мозга при азиатской холере» (СПб., диссертация, 1895)
- «Ueber die Heilung aseptischer traumatischer Gehirnverletzungen» («Ziegler’s Beiträge», т. 23)
- «Etudes sur l’immunisation contre les sérum d’anguilles» («Annales de l’Institut Pasteur», 1899)
- «Учение о противоклеточных сыворотках» («Известия Императорской Военно-Медицинской Академии», 1900)
- «К вопросу об отрицательной химиотаксии при смертельной инфекции» («Русский Архив Патологии», 1900 и в «Annales de l’Inst. Pasteur», 1901)
- «Die Verödung und hyaline Entartung der Malpighi’schen Körperchen der Nieren» («Virchow’s Archiv», т. 171, 1903)